# Sebastian Hutecek
Sebastian Hutecek (* 4. April 1998 in Horn) ist ein österreichischer Handballspieler.

## Karriere
Hutecek begann in seiner Jugend beim UHC Eggenburg Handball zu spielen. Ab der Saison 2014/15 lief der Rechtshänder per Förderlizenz für den UHC Hollabrunn in der U20- und Kampfmannschaft auf. 2016/17 wechselte der Rückraumspieler zum Handballclub Fivers Margareten, lief für die Wiener aber ausschließlich in der zweiten Mannschaft auf. 2017/18 wechselte Hutecek zum HC Linz AG und war damit erstmals in der Spusu LIGA aktiv. Im März 2019 verließ der Rückraumspieler den HC Linz AG aufgrund einer Klausel im Vertrag und schloss sich in Folge der HSG Bärnbach/Köflach an. Mit den Steirern feierte er in der Saison 2018/19 den Meistertitel und stieg damit in die erste Liga auf. Ab der Saison 2022/23 lief er für die HSG Konstanz auf. Hutecek kehrte im Sommer 2024 zum UHC Eggenburg zurück, bei dem er als Spielertrainer tätig ist. In seiner ersten Saison als Trainer konnte er mit dem Team den Aufstieg in die HLA Challenge feiern.

## Saisonbilanzen

### HLA
| 2017/18   | HC Linz AG                                                      | HLA                                                             | 25                                                              | 11                                                              | 0/0                                                             | 11                                                              |                                                                 |                                                                 |                                                                 |                                                                 |
| 2018/19   | HC Linz AG                                                      | HLA                                                             | 18                                                              | 22                                                              | 0/0                                                             | 22                                                              |                                                                 |                                                                 |                                                                 |                                                                 |
| 2019/20   | Saison aufgrund der COVID-19-Pandemie in Österreich abgebrochen | Saison aufgrund der COVID-19-Pandemie in Österreich abgebrochen | Saison aufgrund der COVID-19-Pandemie in Österreich abgebrochen | Saison aufgrund der COVID-19-Pandemie in Österreich abgebrochen | Saison aufgrund der COVID-19-Pandemie in Österreich abgebrochen | Saison aufgrund der COVID-19-Pandemie in Österreich abgebrochen | Saison aufgrund der COVID-19-Pandemie in Österreich abgebrochen | Saison aufgrund der COVID-19-Pandemie in Österreich abgebrochen | Saison aufgrund der COVID-19-Pandemie in Österreich abgebrochen | Saison aufgrund der COVID-19-Pandemie in Österreich abgebrochen |
| 2020/21   | HSG Bärnbach/Köflach                                            | HLA                                                             | 23                                                              | 62                                                              | 1/1                                                             | 61                                                              |                                                                 |                                                                 |                                                                 |                                                                 |
| 2017–2021 | gesamt                                                          | HLA                                                             | 66                                                              | 95                                                              | 1/1 (100 %)                                                     | 94                                                              |                                                                 |                                                                 |                                                                 |                                                                 |

## Privates
Sein Bruder Lukas spielt ebenfalls Handball und ist zurzeit für den TBV Lemgo Lippe in der Bundesliga aktiv.